# Melanoplinae
Melanoplinae es una subfamilia de insectos ortópteros caelíferos perteneciente a la familia Acrididae. Es una de las subfamilias más numerosas de Acrididae, con 800 especies en 100 géneros (en 2001); continuamente se describen nuevas especies. Distribuida por el Holártico y Neotrópicos.
Se encuentran en una gran variedad de hábitats; la mayoría prefiere estar  cerca del suelo en vegetación baja, en lugares soleados, pero muchas especies se encuentran en otros tipos de hábitats. Pasa el invierno en estadio de huevo. Algunas especies son migratorias (Melanoplus sanguinipes).

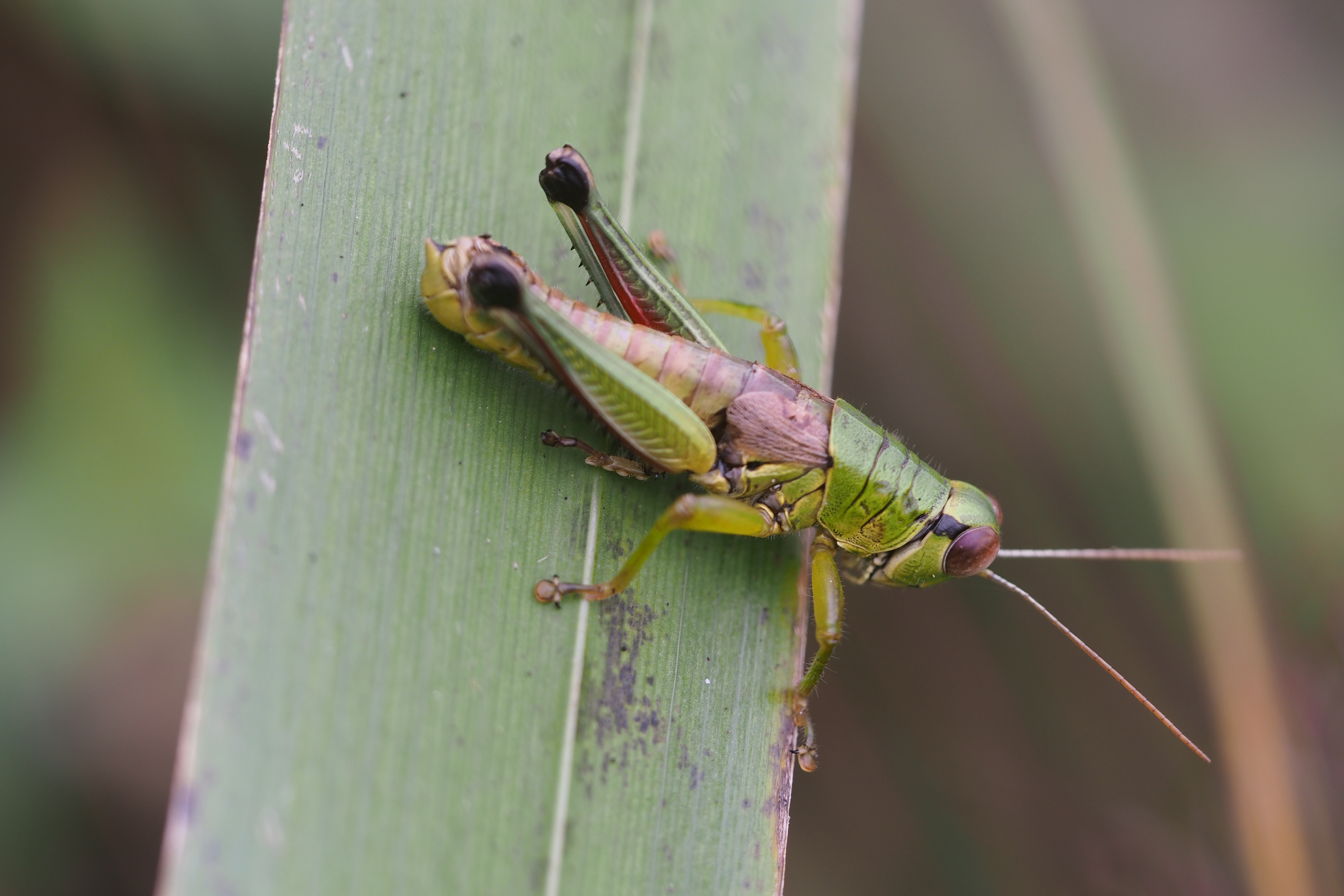
Parapodisma tanbaensis
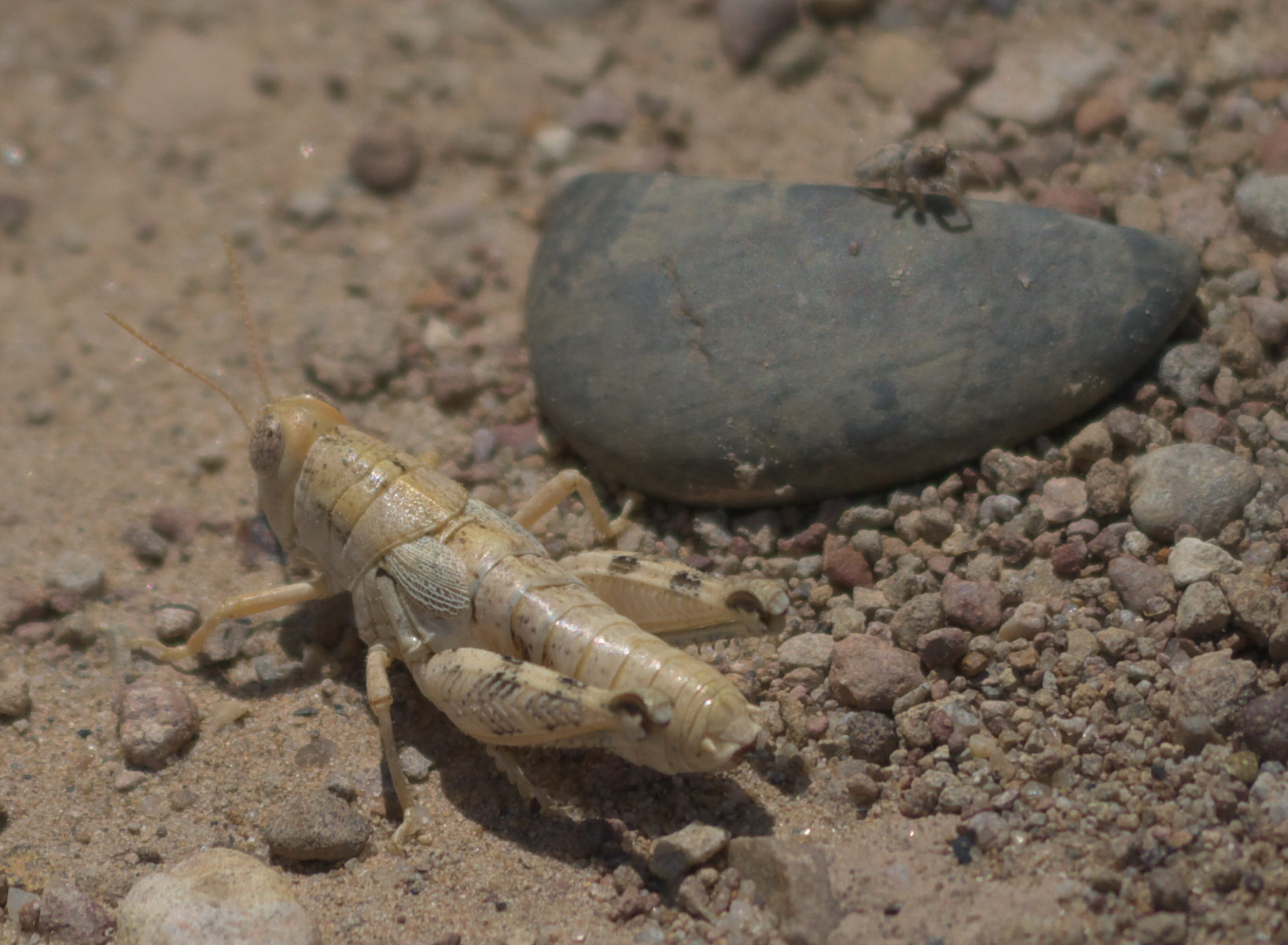
Aeoloplides chenopodii
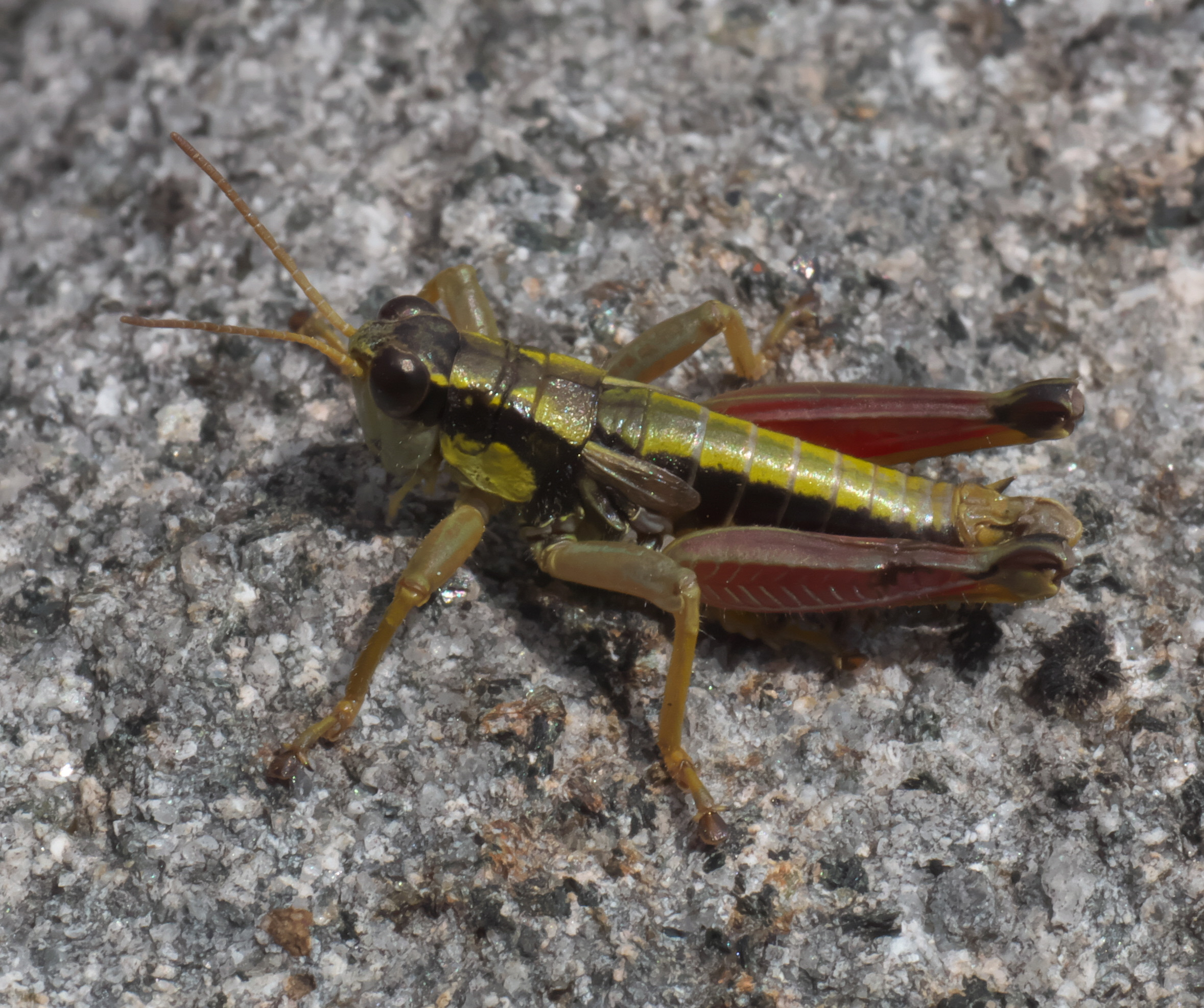
Prumnacris rainierensis

## Géneros
Según Orthoptera Species File (1 de abril de 2010):
- Conalcaeini Cohn & Cantrall 1974
  - Barytettix Scudder, 1897
  - Conalcaea Scudder, 1897
  - Huastecacris Fontana & Buzzetti, 2007
  - Oedomerus Bruner, 1907
- Dactylotini Scudder, S.H. 1897
  - Aztecacris Roberts, 1947
  - Campylacantha Scudder, 1897
  - Dactylotum Charpentier, 1843
  - Dasyscirtus Bruner, 1908
  - Gymnoscirtetes Scudder, 1897
  - Hesperotettix Scudder, 1875
  - Liladownsia Fontana, Mariño-Pérez, Woller & Song, 2014[3]
  - Meridacris Roberts, 1937
  - Paraidemona Brunner von Wattenwyl, 1893
  - Paratylotropidia Brunner von Wattenwyl, 1893
  - Perixerus Gerstaecker, 1873
  - Poecilotettix Scudder, 1897
- Dichroplini Rehn, & Randell 1963
  - Atrachelacris Giglio-Tos, 1894
  - Baeacris Rowell & Carbonell, 1977
  - Bogotacris Ronderos, 1979
  - Boliviacris Ronderos & Cigliano, 1990
  - Chibchacris Hebard, 1923
  - Chlorus Giglio-Tos, 1898
  - Coyacris Ronderos, 1991
  - Dichromatos Cigliano, 2007
  - Dichroplus Stål, 1873
  - Digamacris Carbonell, 1989
  - Eurotettix Bruner, 1906
  - Hazelacris Ronderos, 1981
  - Keyopsis Ronderos & Cigliano, 1993
  - Leiotettix Bruner, 1906
  - Mariacris Ronderos & Turk, 1989
  - Orotettix Ronderos & Carbonell, 1994
  - Pediella Roberts, 1937
  - Ponderacris Ronderos & Cigliano, 1991
  - Ronderosia Cigliano, 1997
  - Scotussa Giglio-Tos, 1894
  - Timotes Roberts, 1937
  - Yungasus Mayer, 2006
- Jivarini Hebard 1924
  - Argemiacris Ronderos, 1978
  - Comansacris Ronderos & Cigliano, 1990
  - Dicaearchus Stål, 1878
  - Hydnosternacris Amédégnato & Descamps, 1978
  - Intiacris Ronderos & Cigliano, 1990
  - Jivarus Giglio-Tos, 1898
  - Maeacris Ronderos, 1983
  - Nahuelia Liebermann, 1942
  - Oreophilacris Roberts, 1937
  - Urubamba Bruner, 1913
- Melanoplini Scudder, S.H. 1897
  - Aeoloplides Caudell, 1915
  - Agroecotettix Bruner, 1908
  - Aopodisma Tominaga & Uchida, 2001
  - Aptenopedes Scudder, 1878
  - Cephalotettix Scudder, 1897
  - Chloroplus Hebard, 1918
  - Eotettix Scudder, 1897
  - Hypochlora Brunner von Wattenwyl, 1893
  - Melanoplus Stål, 1873
  - Necaxacris Roberts, 1939
  - Netrosoma Scudder, 1897
  - Oedaleonotus Scudder, 1897
  - Paroxya Scudder, 1877
  - Phaedrotettix Scudder, 1897
  - Phaulotettix Scudder, 1897
  - Philocleon Scudder, 1897
  - Phoetaliotes Scudder, 1897
  - Sinaloa Scudder, 1897
- Podismini Jacobson, 1905
  - Anapodisma Dovnar-Zapolskij, 1932
  - Anepipodisma Huang, 1984
  - Appalachia Rehn & Rehn, 1936
  - Argiacris Hebard, 1918
  - Asemoplus Scudder, 1897
  - Booneacris Rehn & Randell, 1962
  - Bradynotes Scudder, 1880
  - Buckellacris Rehn & Rehn, 1945
  - Capraiuscola Galvagni, 1986
  - Chortopodisma Ramme, 1951
  - Cophopodisma Dovnar-Zapolskij, 1932
  - Cophoprumna Dovnar-Zapolskij, 1932
  - Curvipennis Huang, 1984
  - Dendrotettix Packard, 1890
  - Dicranophyma Uvarov, 1921
  - Epipodisma Ramme, 1951
  - Fruhstorferiola Willemse, 1921
  - Galvagniella Harz, 1973
  - Hebardacris Rehn, 1952
  - Hypsalonia Gurney & Eades, 1961
  - Indopodisma Dovnar-Zapolskij, 1932
  - Italopodisma Harz, 1973
  - Kingdonella Uvarov, 1933
  - Micropodisma Dovnar-Zapolskij, 1932
  - Miramella Dovnar-Zapolskij, 1932
  - Nadigella Galvagni, 1986
  - Niitakacris Tinkham, 1936
  - Odontopodisma Dovnar-Zapolskij, 1932
  - Ognevia Ikonnikov, 1911
  - Oropodisma Uvarov, 1942
  - Pachypodisma Dovnar-Zapolskij, 1932
  - Parapodisma Mishchenko, 1947
  - Paratonkinacris You & Li, 1983
  - Pedopodisma Zheng, 1980
  - Peripodisma Willemse, 1972
  - Podisma Berthold, 1827
  - Podismodes Ramme, 1939
  - Prumna Motschulsky, 1859
  - Prumnacris Rehn & Rehn, 1944
  - Pseudopodisma Mishchenko, 1947
  - Pseudoprumna Dovnar-Zapolskij, 1932
  - Qinlingacris Yin & Chou, 1979
  - Qinshuiacris Zheng & Mao, 1996
  - Rammepodisma Weidner, 1969
  - Rectimargipodisma Zheng, Li & Wang, 2004
  - Rhinopodisma Mishchenko, 1954
  - Sinopodisma Chang, 1940
  - Tonkinacris Carl, 1916
  - Xiangelilacris Zheng, Huang & Zhou, 2008
  - Yunnanacris Chang, 1940
  - Zubovskya Dovnar-Zapolskij, 1932
- tribu indeterminada
  - Agnostokasia Gurney & Rentz, 1964
  - Aidemona Brunner von Wattenwyl, 1893
  - Akamasacris Cigliano & Otte, 2003
  - Apacris Hebard, 1931
  - Duartettix Perez-Gelabert & Otte, 2000
  - Karokia Rehn, 1964
  - Mexacris Otte, 2007
  - Mexitettix Otte, 2007
  - Neopedies Hebard, 1931
  - Nisquallia Rehn, 1952
  - Parascopas Bruner, 1906
  - Pedies Saussure, 1861
  - Propedies Hebard, 1931
  - Pseudoscopas Hebard, 1931
  - Psilotettix Bruner, 1907
  - Radacris Ronderos & Sanchez, 1983
  - Tijucella Amédégnato & Descamps, 1979